# الحقوق الرقمية الأوروبية
الحقوق الرقمية الأوروبية (EDRi) هي منظمة دولية للضغط مقرها في بروكسل، بلجيكا. تأسست في يونيو 2002 في برلين من قبل عشر منظمات غير حكومية من سبع دول. في مارس 2015، تبنى المجلس الأوروبي اقتراحًا قد يضر بالحياد الرقمي،  وهو مصدر قلق كبير لـ للمجموعة.

## التاريخ
تأسست الحقوق الرقمية الأوروبية في يونيو 2002 نتيجة لزيادة الوعي بأهمية صناعة السياسة الأوروبية في البيئة الرقمية. تم إنشاء الحقوق الرقمية الأوروبية استجابة لبعض التحديات المبكرة في مجال السياسة الرقمي.
وكان أعضاء مجلس إدارتها المؤسسون موريس ويسلنغ من Bits of Freedom ، وأندي مولر ماغون من نادي Chaos Computer Club ، ومريم مرزوقي من Imaginons un Réseau Internet Solidaire. منذ البداية، نمت المجموعة بشكل ملحوظ. الرئيس الحالي هو آنا فيلدر.
في أكتوبر 2014، حصلت 34 منظمة للخصوصية والحقوق المدنية من 19 دولة مختلفة في أوروبا على عضوية المنظمة، ولازالت المنظمة تستمر في النمو.
تستمر الحاجة إلى التعاون بين منظمات الحقوق الرقمية النشطة في أوروبا في ازدياد مع اقتراح المزيد من اللوائح المتعلقة بالإنترنت وحقوق الطبع والنشر والخصوصية من قبل المؤسسات الأوروبية أو من قبل المؤسسات الدولية ذات التأثير القوي في أوروبا.

## أنشطة

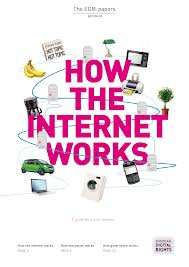
كتيب المنظمة - كيف يعمل الإنترنت

هدف المنظمة هو تعزيز وحماية ودعم الحقوق المدنية في مجال تكنولوجيا المعلومات والاتصالات. يشمل هذا العديد من القضايا المتعلقة بالخصوصية والحقوق الرقمية، من الاحتفاظ بالبيانات إلى حقوق الطبع والنشر وبراءات اختراع البرمجيات، من الحق في حماية البيانات والخصوصية إلى حرية الكلام عبر الإنترنت، من الإنفاذ المخصخص إلى الأمن الرقمي. 
توفر المنظمة صوتًا قويًا ومنصة قوية للمجتمع المدني لضمان أن السياسة الأوروبية، التي تؤثر على البيئة الرقمية، تتماشى مع الحقوق الأساسية.
في الآونة الأخيرة، سلطت المنظمة الضوء على قضايا الحقوق الأساسية في نظام إدارة الحقوق الجماعية الحالي وآثار الخصوصية على التتبع عبر الإنترنت. تواصل المنظمة الدفاع عن حق المواطنين في النسخ الخاص، وخصوصية المسافرين جواً، والحق في حرية التعبير في الإشعار ومناقشات الإزالة في أوروبا. وهو يدعم تحسين وصول المواطنين إلى المحتوى السمعي البصري عبر الإنترنت ويعزز الحماية القانونية لحياد الشبكة في أوروبا. كما تناضل المنظمة من أجل تحديث حقوق النشر في العصر الرقمي وضد الاحتفاظ الشامل ببيانات الاتصالات. الأولويات الرئيسية لـ للمنظمة حاليًا هي الخصوصية والمراقبة وحيادية الإنترنت وإصلاح حقوق النشر.
بالإضافة إلى المنشورات المنتظمة، مثل الكتيبات المعروفة باسم «أوراق EDRi»، تنشر المنظمة تقارير سنوية ونشرة إخبارية نصف أسبوعية حول الحقوق المدنية الرقمية في أوروبا باسم EDRi-gram.

## الحملات
تطلق منظمة الحقوق الرقمية الأوروبية حملات لزيادة الوعي العام حول القضايا المتعلقة بتكنولوجيا المعلومات والاتصالات التي تمت مناقشتها في كل من المؤسسات الأوروبية وعلى المستوى العالمي.
من بين الحملات الرئيسية التي أطلقتها الحقوق الرقمية الأوروبية، في عامي 2003 و 2011، ضد سجلات أسماء الركاب (PNR)،  في عام 2005، ضد الاحتفاظ بالبيانات وفي عام 2010 لصالح إصلاح حقوق النشر. شاركت المنظمة بنشاط في الحملة الواسعة ضد ACTA التي انتهت بنجاح برفض الاقتراح من قبل البرلمان الأوروبي في يوليو 2012. خلال الانتخابات الأوروبية 2014، قادت المنظمة حملة مبتكرة لرفع مكانة قضايا الحقوق الرقمية. تحقيقا لهذه الغاية، صاغ أعضاء المنظمة ميثاق من 10 نقاط للحقوق الرقمية يمكن للمرشحين للبرلمان الأوروبي أن يعدوا به. من بين هذه المبادئ ما يلي: تعزيز الشفافية ومشاركة المواطنين، ودعم حماية البيانات والخصوصية، والوصول غير المقيد إلى الإنترنت، وتحديث لتشريع حقوق النشر، وتعزيز إخفاء الهوية والتشفير عبر الإنترنت، والملكية المتعددة، وبرمجيات المصدر المفتوح.
تناضل الحقوق الرقمية الأوروبية وأعضائها حاليًا من أجل اللائحة الأوروبية لحماية البيانات. من خلال حملة توعية مهمة، يمكن للمواطنين الاتصال بأعضاء البرلمان الأوروبي الذين يمثلون بلادهم من أجل مطالبتهم بالدفاع عن الحقوق الأساسية للخصوصية وحماية البيانات.

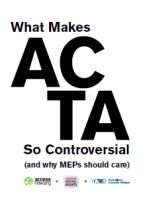
حملة ضد ACTA

## أعضاء
تقتصر العضوية القانونية على المنظمات غير الحكومية غير الهادفة للربح والتي تشمل أهدافها الدفاع عن الحقوق المدنية وتعزيزها في مجال تكنولوجيا المعلومات والاتصالات. المنظمات الأعضاء في الحقوق الرقمية الأوروبية هي: 
- Austria
  - Epicenter.works
  - Initiative für Netzfreiheit ("Internet Freedom Initiative")
  - quintessenz
  - VIBE!AT
- Belgium
  - Human Rights League ((بالفرنسية: Ligue des Droits de l'Homme)‏; (بالهولندية: Liga voor Mensenrechten)‏)
- Bulgaria
  - Internet Society – Bulgaria ((بالبلغارية: Интернет общество – България)‏)
- Czech Republic
  - Iuridicum Remedium
- Denmark
  - IT-Political Association of Denmark (IT-Pol)
- Finland
  - Electronic Frontier Finland (EFFI)
- Germany
  - نادي كايوس للحاسوب (CCC e.V.)
  - Digitalcourage (formerly FoeBuD, Verein zur Förderung des öffentlichen bewegten und unbewegten Datenverkehrs)
  - Digitale Gesellschaft
  - Forum InformatikerInnen für Frieden und gesellschaftliche Verantwortung [الإنجليزية] (FIfF e.V.)
  - Förderverein Informationstechnik und Gesellschaft (FITUG e.V.)
  - مؤسسة البرمجيات الحرة في أوروبا
  - قائمة تشابترات ويكيميديا
- Iceland
  - Icelandic Digital Freedom Society ((بالآيسلندية: FSFÍ: Félag um stafrænt frelsi á Íslandi)‏)
- Italy
  - ALCEI (Associazione per la Libertà nella Comunicazione Elettronica Interattiva, "Association for the Freedom of Interactive Electronic Communications")
- Ireland
  - Digital Rights Ireland
- Macedonia
  - Metamorphosis
- Netherlands
  - Bits of Freedom
  - Vrijschrift [vrijschrift.org]
- Norway
  - Electronic Frontier Norway
- Poland
  - Modern Poland Foundation ((بالبولندية: Fundacja Nowoczesna Polska)‏)
  - Panoptykon Foundation ((بالبولندية: Fundacja Panoptykon)‏)
- Portugal
  - Associação Nacional para o Software Livre (ANSOL, "National Association for Free Software")
- Romania
  - Association for Technology and Internet (APTI)
- Serbia
  - Share Foundation
- Slovakia
  - Society for Open Internet Technologies
- Spain
  - Nodo50.org
  - Pangea.org [pangea.org]
  - Xnet
- Sweden
  - DFRI (Digital Freedom and Rights Association, (بالسويدية: Föreningen för digitala fri- och rättigheter)‏)
- Turkey
  - الجمعية المعلوماتية البديلة ((بالتركية: Alternatif Bilişim Derneği)‏)
- United Kingdom
  - مادة 19
  - Foundation for Information Policy Research (FIPR)
  - GreenNet
  - مجموعة الحقوق المفتوحة
  - Statewatch
- الولايات المتحدة
  - مؤسسة الحدود الإلكترونية (EFF), from their European Office in Brussels

## الدعم
يتم تمويل منظمة الحقوق الرقمية الأوروبية من خلال رسوم العضوية والتبرعات من الجمهور. تتلقى المنظمة التمويل من مؤسسات المجتمع المفتوح ومؤسسة أديسيوم.